# Bastet
För artikeln om materialet bast, se bast (material)

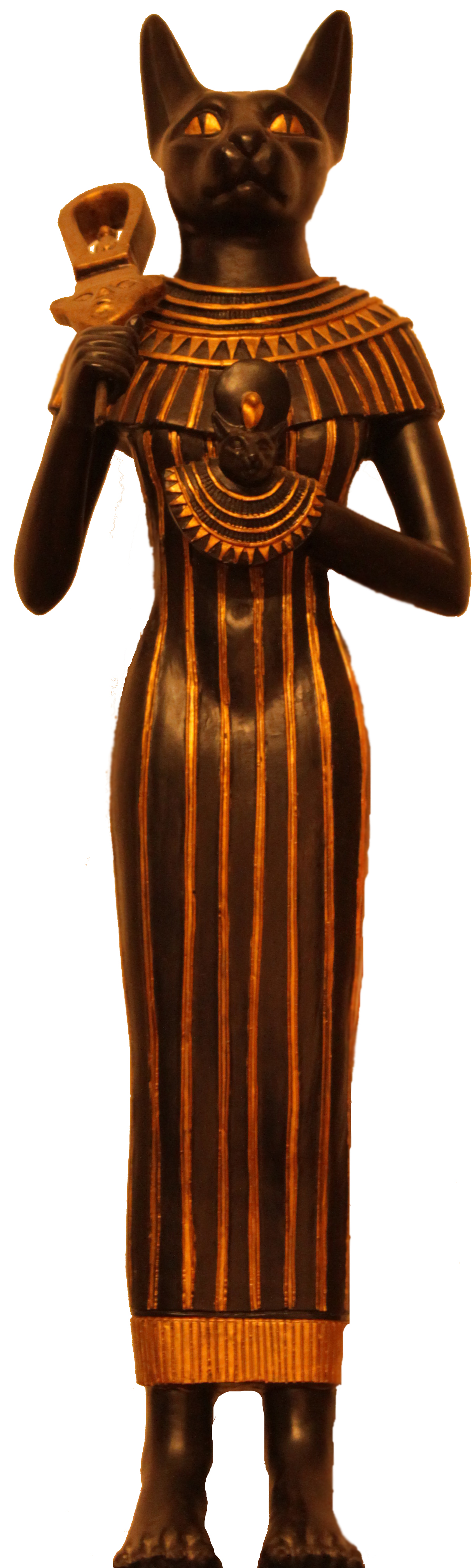
Bastet.

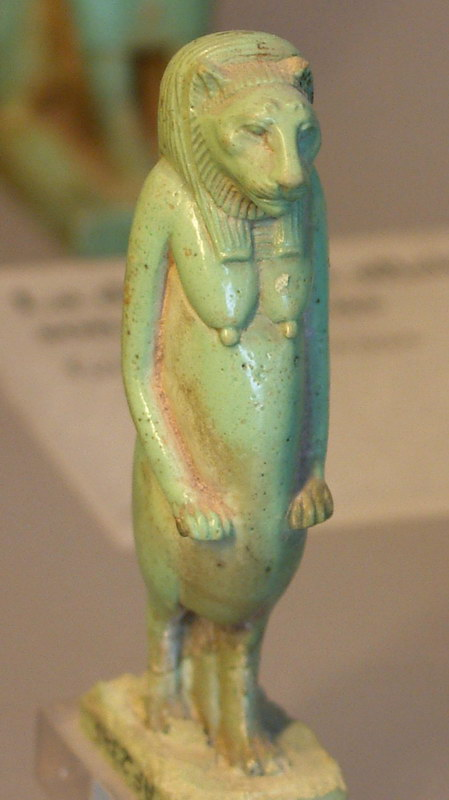
Bastet

Bastet, även kallad Bast, Baast, Ubaste eller Baset, var en egyptisk gudinna. Ursprungligen en krigsgudinna med lejonhuvud under Gamla riket, som tillbads som Nedre Egyptens, solens och faraos beskyddare, utvecklades hon till att bli dansens, musikens, parfymens, sminkets, nöjenas, sångens, festlighetens och sexualitetens gudinna med katthuvud. 

## Historia

### Ursprunglig form
Bastet var ursprungligen en lejongudinna: hon var Nedre Egyptens krigsgudinna och en motsvarighet till Sekhmet, som var Övre Egyptens krigiska lejongudinna. 
Bastet var Nedre Egyptens skyddsgudinna. Under Gamla riket, när huvudstaden låg i Memfis i Nedre Egypten, var hon därför också faraos skyddsgudinna och därmed också den då högsta guden Ras beskyddare. I denna roll avbildades hon som Ras öga och som motståndare till Ras fiende ormen Apep. Hon hade då ett tempel i Memfis precis som Ra, som var Nedre Egyptens viktigaste gud.   

### Senare form
Under Mellersta riket och Nya riket flyttades huvudstaden till Thebe i Övre Egypten, något som förändrade Bastets ställning. Det blev nu i stället Tebes viktigaste gud Amon som blev Egyptens högsta gud, och Bastet ersattes av Sekhmet, som var Övre Egyptens krigs- och lejongudinna. Kulten av Bastet, liksom av de övriga gudar som tidigare hade hört till Nedre Egypten, blev nu mindre viktig än kulten av Övre Egyptens gudar, men dessa gudar sammansmälte samtidigt med varandra till stor del. 
Efter kattens domesticering runt 1500 f Kr mildrades Bastet. Hon kom så småningom att liknas vid Hathor och avbildades som en kattgudinna. Denna transformering är helt bekräftad under Egyptens tjugoandra dynasti. 
Som kattgudinna hade Bastet nu förvandlats från krigsgudinna till dansens, musikens, parfymens och nöjenas gudinna, och tillbads också som en gudomlig beskyddare, särskilt av familjen, och åkallades som skydd mot sjukdomar och onda andar, och kallades ibland "Den parfymerade beskyddaren". Hon beskrevs officiellt som dotter till Ra, solguden, när Ra och Amon sammansmälte till Amon-Ra. 
Som Nedre Egyptens skyddsgud sammansmälte hon senare med dess andra skyddsgudinna, Wadjet, och kallades Wadjet-Bast, precis som Sekhment smälte samman med Nekhbet till Sekhmet-Nekhbet. Ännu senare blev Wadjet-Bast, liksom Sekhmet-Nekhbet, i den officiella teologin slutligen en del av Tebes lokala gudinna Mut. Under den grekiska Ptolemeiska dynastins regering i Egypten identifierades de egyptiska gudarna med de grekiska, och Bast identifierades med mångudinnan Artemis och därmed som syster till Horus, som grekerna identifierade med Apollon, och därmed som dotter till Horus mor Isis.

## Kult
Man har hittat stora gravplatser med mumifierade katter samt bronstatyetter föreställande Bastet som votivgåvor i både Memfis och Bubastis.  
Liksom alla gudar i Egypten var Bast ursprungligen en lokal gudom, och centrum för Bastetkulten var staden Bubastis i Nildeltat. Greken Herodotus beskrev cirka 450 f.Kr Bastets tempel i Bubastis som en kvadratisk byggnad på en ö mitt i staden omgiven av en mur. Över 300,000 mumifierade katter har återfunnits vid utgrävningar i templet. Herodotus identifierade Bast med Artemis och därmed som mångudinna. Han beskrev också att Bast, liksom andra gudar i Egypten, hade sin egen festival, och att denna var Egyptens viktigaste och mest populära, och att den drog 700 000 besökare till Bubastis varje år. Under denna festival firades gudinnan med allmän sång, dans och berusning, och barn tilläts inte delta. Denna festival bekräftas från åtminstone Egyptens artonde dynasti, när farao deltog med stora offergåvor.  
Romarna förde Bastet till Italien där man funnit spår efter henne i Rom, Ostia, Nemi och Pompeji.
Kulten av Bastet, liksom de övriga gamla egyptiska gudarna, fortsatte även efter att Egypten blev en romersk provins och fram till kristendomens införande i romarriket, och bedöms ha dött ut under 500-talet.